# Stokkum (Overijssel)
Stokkum is een Nederlandse buurtschap bij Markelo in de Overijsselse gemeente Hof van Twente. Door deze buurtschap lopen onder andere het Twentekanaal en de spoorlijn Zutphen - Glanerbrug. In deze buurtschap ligt ook het station Markelo, dat sinds 1953 gesloten is en particulier bewoond wordt.
Een groot deel van Stokkum is een beschermd dorpsgezicht.